# Princesa Isabel
Princesa Isabel este un oraș în Paraíba, Brazilia.